# كوا كوكريلية
كوا كوكريلية (الاسم العلمي: Coua coquereli) (بالإنجليزية: Coquerel's Coua)‏ هي نوع من الطيور يتبع جنس الكوا من الفصيلة الواقواقية.